# Dunaújváros FC
Dunaújváros Futball Club byl maďarský fotbalový klub z města Dunaújváros, které v 50. letech neslo název Sztálinváros (podle J.V. Stalina). Založen byl roku 1952 a svou činnost ukončil v roce 2009. V minulosti nesl řadu názvů: Dunapentelei Vasas, Sztálin Vasmű Építők, Sztálinvárosi Vasas, Dunapentelei Vasas, Dunapentelei SC, Sztálinvárosi Vasas, Sztálinvárosi Kohász Sport Egyesület, Dunaújvárosi Kohász Sport Egyesület, Dunaferr Sport Egyesület, Slant/Fint Dunaújváros, Dunaújvárosi Kohász, v poslední etapě pak Dunaújváros FC. Jednou se stal maďarským mistrem (1999-2000). V evropských pohárech se účastnil dvou sezón. Po historickém zisku titulu nastoupil v Lize mistrů 2000/01, v 2. předkole vyřadil Hajduk Split, ve 3. předkole však vypadl s Rosenborgem Trondheim. Přešel do Poháru UEFA, kde ztroskotal v 1. kole na Feyenoordu Rotterdam. O sezónu později se znovu podíval do Poháru UEFA, v předkole však vypadl s Olympiakosem Nikósia.